# الرباط (مذيخرة)

تعديل مصدري - تعديل

الرباط محلة تابعة لقرية الشرقي، التابعة لعزلة الاشعوب بمديرية مذيخرة إحدى مديريات محافظة إب في الجمهورية اليمنية، بلغ تعداد سكانها 194 حسب تعداد اليمن لعام 2004.